# Elisabeth Gabriele in Bayern

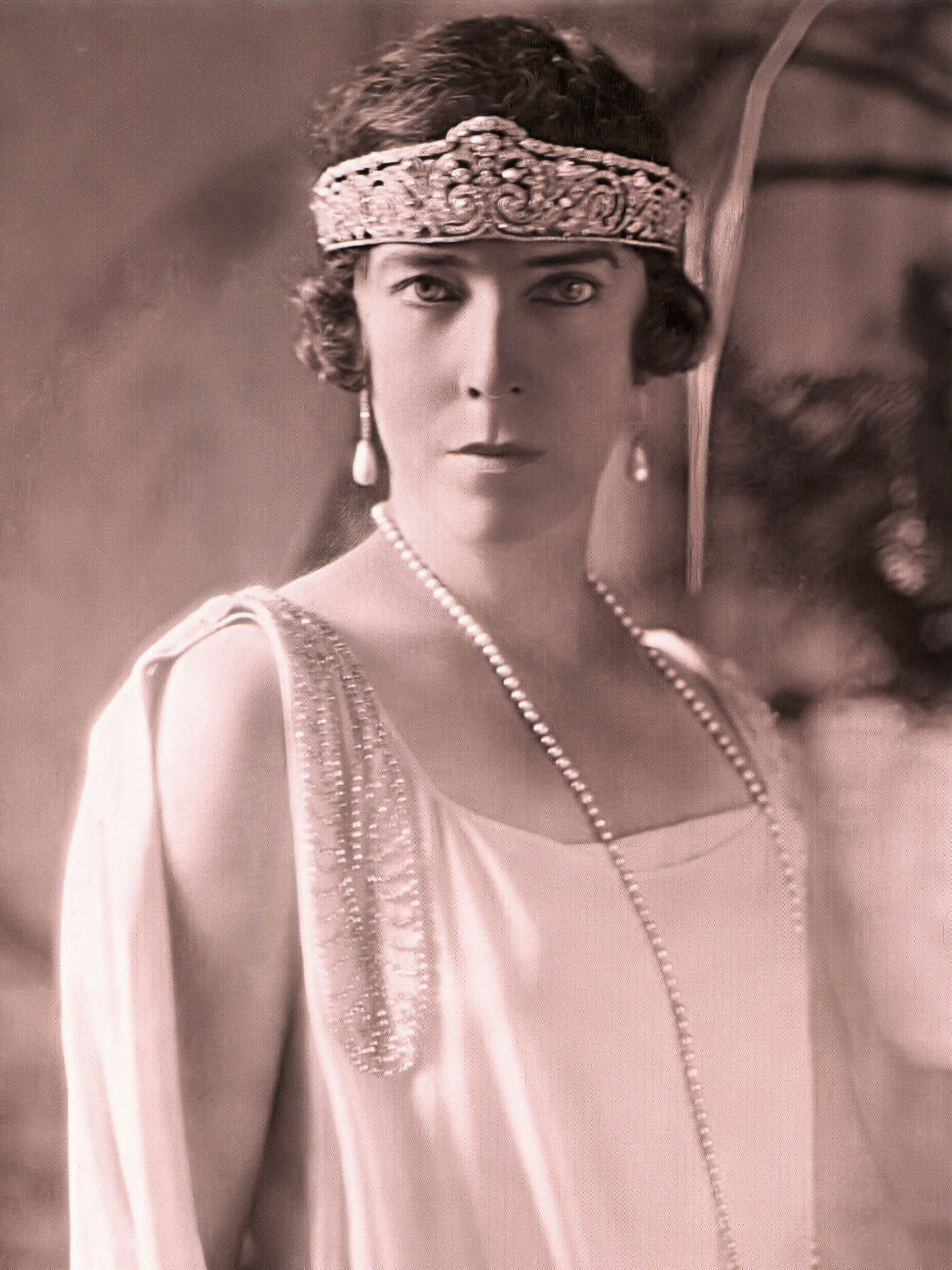
Elisabeth Gabriele in Bayern (1920)

Elisabeth Gabriele Valérie Marie Herzogin in Bayern (* 25. Juli 1876 in Possenhofen am Starnberger See; † 23. November 1965 in Brüssel, Belgien) war die Frau des belgischen Königs Albert I. und die Mutter des späteren belgischen Königs Leopold III. Sie trat auch als Patronin der Musik und Künste sowie durch ihre karitativen Tätigkeiten hervor. Als Elisabethville trug Lubumbashi bis 1966 ihren Namen. Auch der Concours Musical Reine Elisabeth ist nach ihr benannt.

## Abstammung und Jugend

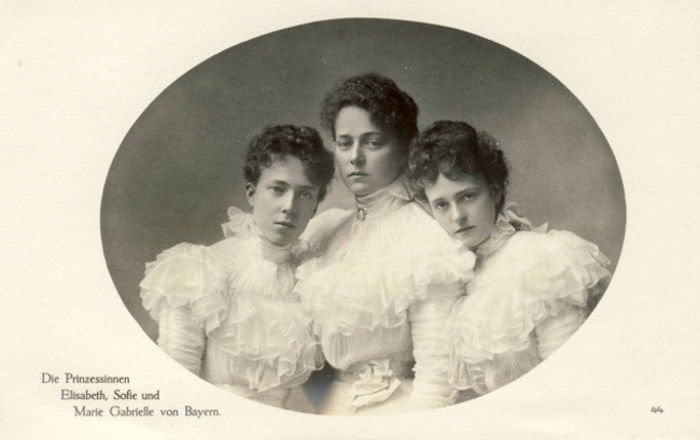
Elisabeth Gabriele (links) mit ihren Schwestern Sophie Adelheid und Marie Gabrielle (ca. 1895)

Die 1876 im Schloss Possenhofen geborene Elisabeth war eine Prinzessin aus der herzoglichen Nebenlinie Zweibrücken-Birkenfeld-Gelnhausen des Hauses Wittelsbach. Sie war die zweite Tochter von Carl Theodor Herzog in Bayern und seiner Frau, der Infantin Maria Josepha von Portugal. Benannt wurde sie nach ihrer Tante väterlicherseits, der österreichischen Kaiserin Elisabeth.
Die Prinzessin wuchs zusammen mit ihren Geschwistern sehr schlicht im Schloss Possenhofen unter dem Einfluss ihres hochintellektuellen und karitativ sehr engagierten Vaters auf, der sich als anerkannter Augenarzt einen Namen gemacht hatte. Herzog Carl Theodor gestand der Persönlichkeitsentfaltung seiner Kinder großen Raum zu und prägte ihnen Gespür für ihre Verantwortung für Arme und Schwache ein. Er pflegte ferner den künstlerischen Geschmack seiner Familie und förderte etwa die musikalischen Interessen seiner ihm besonders eng verbundenen Tochter Elisabeth, wobei sie insbesondere im Geigen- und Klavierspiel eine große Fertigkeit erlangte. Auch in der Bildhauerei sollte sie einiges Geschick beweisen. Neben Deutsch sprach sie auch Französisch und Englisch. Sie arbeitete im Spital ihres Vaters, studierte Krankenpflege und entwickelte religiöse Überzeugungen, die mit der Lehre der katholischen Kirche konform gingen.

## Heirat und frühe Ehejahre

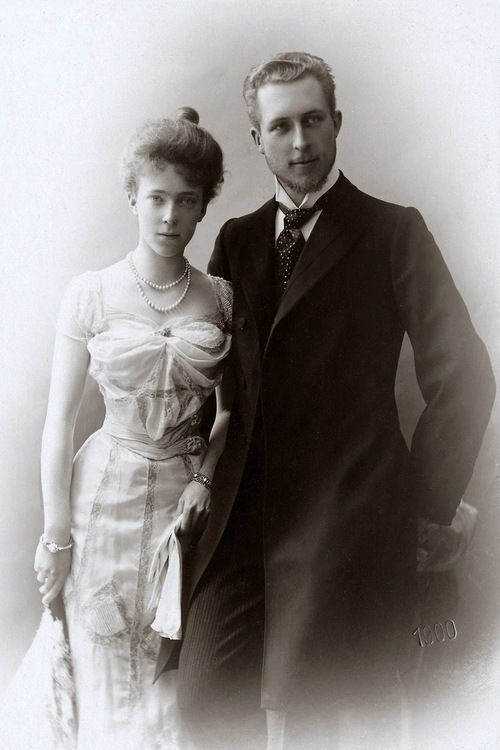
Elisabeth Gabriele mit ihrem Ehemann Albert (1900)

Ihren künftigen Gemahl, den um ein Jahr älteren Prinzen Albert von Belgien, lernte Elisabeth im Mai 1897 in Paris beim Begräbnis ihrer bei einer Brandkatastrophe ums Leben gekommenen Tante Sophie, Herzogin von Alençon, kennen. Albert, zweiter Sohn von Prinz Philipp, Graf von Flandern, und dessen Gemahlin Maria Luise von Hohenzollern-Sigmaringen, war präsumtiver Thronerbe Belgiens, das von seinem unbeliebten Onkel Leopold II. regiert wurde. In der Folge begegneten sich Elisabeth und Albert, die einander sehr sympathisch fanden, bei Alberts Schwester Henriette, Herzogin von Vendôme, wieder, ferner beim Herzog von Alençon sowie bei Elisabeths Tante Marie, der ehemaligen Kurzzeit-Königin beider Sizilien. Im September 1898 nahmen die beiden jungen Leute in Wien an der Beisetzung der ermordeten österreichischen Kaiserin Elisabeth teil. Ihre gegenseitige Zuneigung hatte sich vertieft. Das Paar konnte nach seiner Verlobung zu Neuilly-sur-Seine auch seine am 2. Oktober 1900 in der Münchener Frauenkirche erfolgte Liebeshochzeit durchsetzen.
Einige Tage nach ihrer Heirat wurden Elisabeth und Albert in Belgien begeistert empfangen und begaben sich anschließend auf ihre Hochzeitsreise nach Italien. Daraufhin wohnte die 24-jährige Prinzessin mit ihrem Gemahl zunächst im Palast ihrer Schwiegereltern in der Rue de la Régence in Brüssel. Zur Wahrung eines selbstbestimmten Privatlebens reiste sie mit Albert Anfang 1901 an die Côte d’Azur und hielt sich im folgenden Sommer längere Zeit in ihrer Heimat Possenhofen auf. Ende September 1901 zog sie in Brüssel in das eben fertiggestellte Hôtel d’Assche.

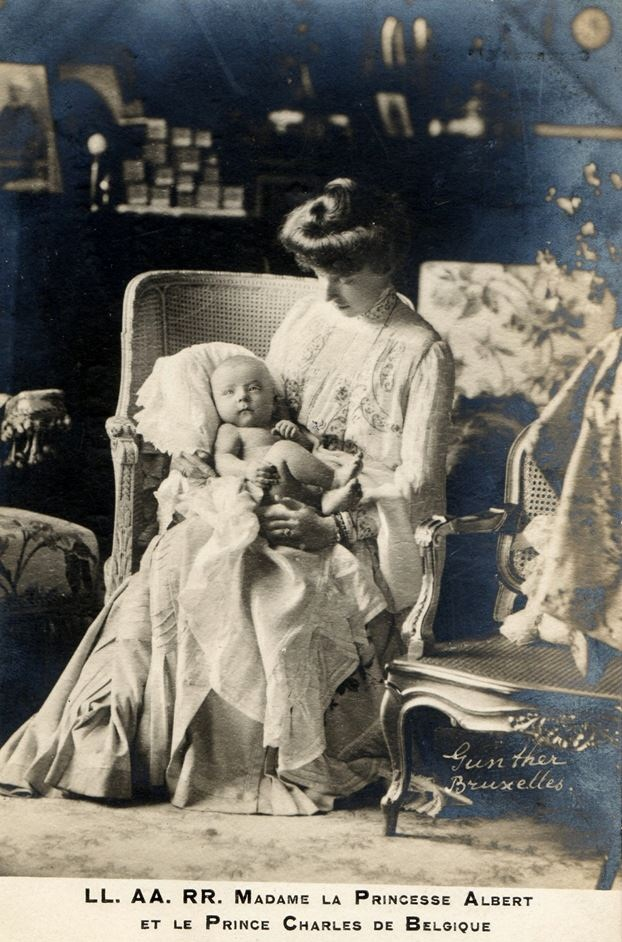
Elisabeth, Herzogin von Brabant mit ihrem neugeborenen Sohn Charles (1903)

Aus der Ehe des Prinzenpaars, die als sehr liebevoll galt, gingen drei Kinder hervor:
- Prinz Leopold (* 3. November 1901; † 25. September 1983), Herzog von Brabant, als Leopold III. von 1934 bis 1951 König der Belgier
- Prinz Karl (* 10. Oktober 1903; † 1. Juni 1983), Graf von Flandern, Prinz von Belgien
- Prinzessin Marie-José (* 4. August 1906; † 27. Januar 2001), Prinzessin von Belgien, ⚭ 1930 König Umberto II. von Italien

Elisabeth zeigte sich an den Sorgen bedürftiger und kranker Belgier interessiert, lernte die Verhältnisse in Brüsseler Spitälern und Waisenhäusern genau kennen und förderte insbesondere die Bekämpfung der Tuberkulose. Schon vor ihrem Herrschaftsantritt genoss sie mit ihrem Gatten, auch aufgrund ihres bescheidenen und harmonischen Familienlebens sowie ihres für die damalige Zeit sehr egalitären Verhaltens, große Popularität im Volk.
Auf dem Gebiet der Schönen Künste widmete Elisabeth insbesondere der Musik große Aufmerksamkeit. Sie spielte täglich stundenlang Geige, wobei sie Eugène Ysaÿe zum Lehrer hatte, und war eine eifrige Anhängerin Richard Wagners, wohnte aber bei ihren Besuchen im Monnaie-Theater auch Aufführungen von Opern von Georges Bizet, Claude Debussy und anderen französischen Komponisten bei. Mit dem belgischen Dichter Émile Verhaeren war sie seit einem Treffen am 4. Juni 1908 in Ostende befreundet. Sie ließ auch den belgischen Maler Eugène Laermans, als dieser zu erblinden drohte, bestmöglich medizinisch behandeln.

## Belgische Königin
Nachdem Leopold II. am 17. Dezember 1909 nach 44-jähriger Regierung verstorben war, leistete sechs Tage später sein Neffe Albert den Eid auf die belgische Verfassung und wurde als Albert I. zum neuen König ausgerufen. Seine Gattin Elisabeth wurde somit belgische Königin. Nach der Vereidigungszeremonie feierten zahlreiche Menschen das neue Herrscherpaar in Brüssel enthusiastisch. In der Folge führte es die Regierung mit einem besonderen Augenmerk auf soziale Verantwortung. Im November 1910 zog sich Elisabeth eine schwere Rippenfellentzündung zu, die erst im Februar 1911 auskuriert war.

### Rolle im Ersten Weltkrieg

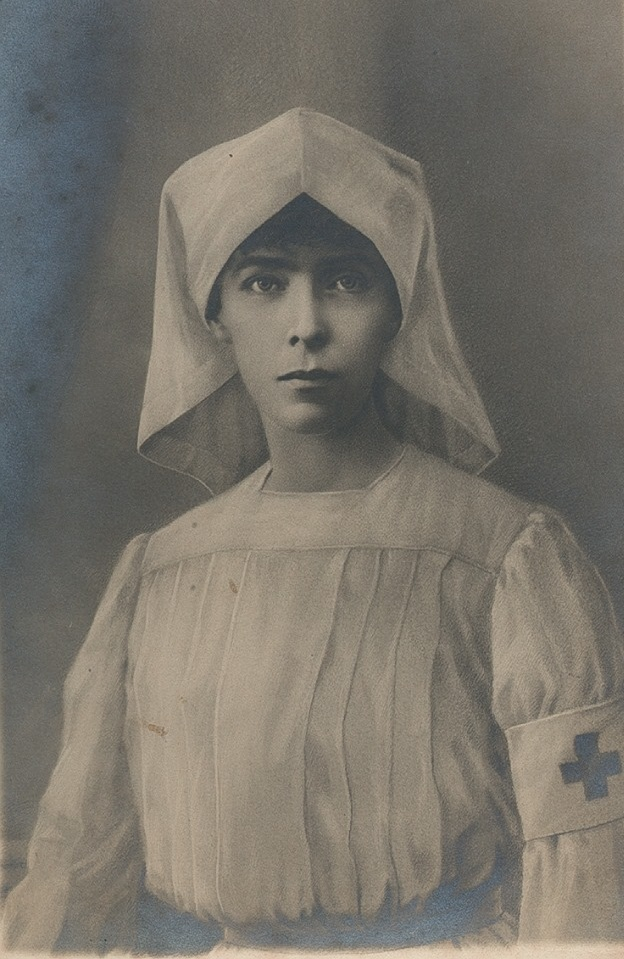
Königin Elisabeth als Krankenschwester im Ersten Weltkrieg

Bei Ausbruch des Ersten Weltkriegs musste die Königin einen durch die militärische Auseinandersetzung ihres ehemaligen Vaterlandes und ihres nunmehrigen Volks bewirkten seelischen Konflikt durchleben. In der Folge handelte sie ganz im Interesse Belgiens und brach die Beziehungen zu ihrer Familie in Bayern ab. Mit ihren perfekten Deutschkenntnissen hatte sie ihrem Gemahl am 1. August 1914 bei der Abfassung eines persönlichen Briefes an Kaiser Wilhelm II. geholfen, in dem Albert, allerdings vergeblich, um Achtung der belgischen Neutralität gebeten hatte. Belgien widersetzte sich dann dem deutschen Einmarsch im August 1914. Elisabeth trug dazu bei, dass verwundete belgische Soldaten im zum Lazarett umfunktionierten Königspalast verarztet werden konnten. Erst bei der Ankunft deutscher Truppen vor Brüssel schloss sie sich den zurückweichenden belgischen Streitkräften an. Sie brachte ihre drei jungen Kinder in das sichere England, und zwar ins Hackwood House zum britischen Staatsmann Lord Curzon. In Antwerpen traf sie anschließend Winston Churchill.
Am 7. Oktober 1914 befahl der König den Rückzug seiner Armee. Es gelang den Belgiern, u. a. durch die Überflutung des Yser-Tals, ein kleines Stück ihres Territoriums gegenüber den Deutschen dauerhaft zu behaupten. In der auf diesem Gebiet an der Kanalküste gelegenen Gemeinde De Panne, unweit der Front, lebten Elisabeth und Albert ab dem Zeitpunkt ihrer Ankunft, dem 13. Oktober 1914, vier Jahre lang. Die Königin half bei der Lösung des dringenden Problems, die medizinische Versorgung der zahlreichen Verwundeten zu organisieren. In Zusammenarbeit mit dem Chirurgen Antoine Depage richtete sie im Dezember 1914 in De Panne ein Feldlazarett, das hôpital de l'Océan, ein, dessen Betrieb sie dem belgischen Roten Kreuz unterstellte und wo sie bisweilen – dem sich rasch bildenden Mythos der Reine-infirmière nach freilich unzählige Stunden lang – verletzte Soldaten betreute.

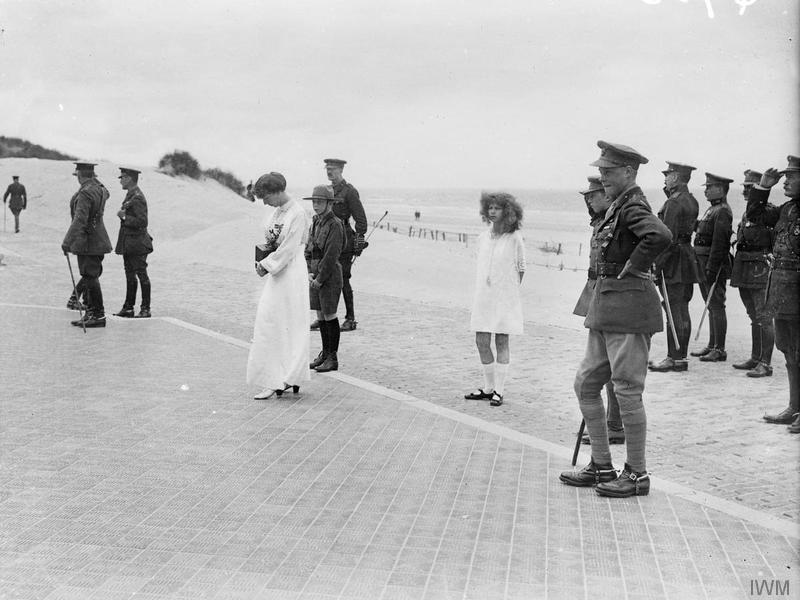
Truppenbesuch des Königspaares und seiner Kinder an der Westfront (1916)

Elisabeth gründete auch das Sinfonieorchester der belgischen Armee und sorgte für die Ausstattung der Soldaten mit warmer Kleidung und Schuhwerk. Vielen Belgiern erschien sie als Seele des Widerstandes gegen die Fremdokkupation. Literaten und Musiker wie Eugène Ysaÿe, Émile Verhaeren, Pierre Loti und Camille Saint-Saëns besuchten sie in De Panne, ebenso der französische Staatspräsident Raymond Poincaré. Im Auftrag ihres Gatten übernahm sie heikle Missionen; und wenn sie sich öfters zu einem Treffen mit ihren Kindern in England aufhielt, erforschte sie Absichten der britischen Regierung für die weitere Kriegsführung. Albert nutzte ihre familiären Bande, etwa die Vermittlung von Hans Veit zu Toerring-Jettenbach, für die Aufnahme von heimlichen, aber letztlich vergeblichen Friedensverhandlungen mit Deutschland.
Im April 1918 übermittelte Elisabeth Lord Curzon den Entschluss ihres Gatten, der deutschen Großoffensive auf jeden Fall vor Ort zu trotzen, und erhielt von der britischen Führung die Versicherung, dass deren Streitkräfte die belgische Küste weiterhin verteidigen und sich nicht hinter die Somme zurückziehen würden. Im weiteren Jahresverlauf gewannen die Alliierten die Oberhand. Nach dem Abzug der Deutschen und dem Kriegsende hielt das Königspaar mit seinen Söhnen Leopold und Karl am 22. November 1918 seinen umjubelten Einzug in Brüssel, wobei die offenbar überwältigte Elisabeth auf einem großen weißen Pferd ritt. Da die Rückeroberung des Landes aber sehr blutig verlaufen war, bemühte sich Elisabeth nun u. a., die für den weiteren Betrieb der zahlreichen während des Kriegs im besetzten Belgien gegründeten Ambulanzen notwendigen finanziellen Mittel aufzutreiben. Auch hielt sie die Zusammenarbeit mit dem amerikanischen Roten Kreuz aufrecht.

### Leben in der Zwischenkriegszeit bis zum Tod  Alberts

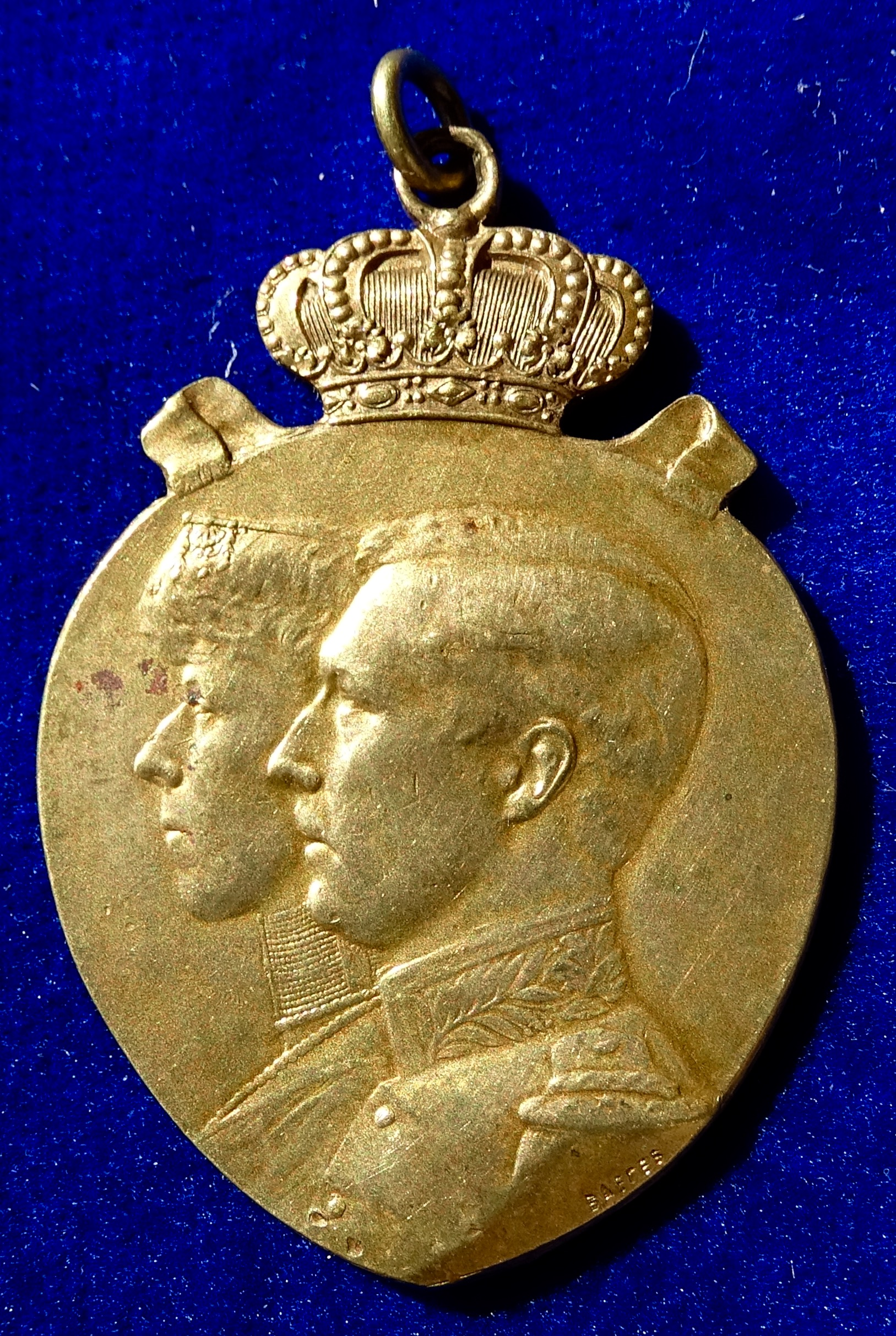
Portrait von Albert & Elisabeth 1924 auf der Vorderseite einer militärischen Medaille zur Ruhrbesetzung.

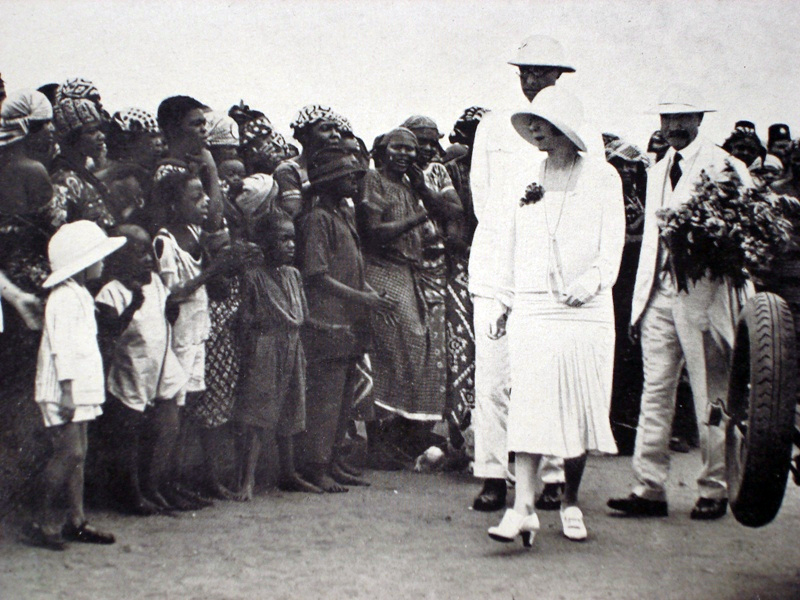
Königin Elisabeths Besuch im Kongo, damals belgische Kolonie (1928)

Nach dem Ende des Ersten Weltkriegs statteten viele Politiker Brüssel eine offizielle Visite ab. Umgekehrt begab sich Elisabeth nun zusammen mit Albert oder allein öfters auf Auslandsreisen. So machte das belgische Herrscherpaar gemeinsam mit seinem ältesten Sohn, dem Kronprinzen Leopold, vom 23. September bis 13. November 1919 einen Staatsbesuch in den Vereinigten Staaten, traf Präsident Woodrow Wilson im Weißen Haus und bereiste das historische Isleta Pueblo in New Mexico. Gemäß einem auf dieser Tour kennengelernten Vorbild ließ Elisabeth im Park von Laeken ein Gartentheater anlegen.
Fast täglich übte Elisabeth nun wieder auf der Geige, die sie mittlerweile sehr gut beherrschte. So spielte sie etwa ein Violinduo mit Yehudi Menuhin. Vor allem aber kümmerte sie sich um ihre Kinder, setzte kulturelle Akzente und unternahm  karitative Aktivitäten, indem sie etwa Kriegsopfer wie Versehrte, Witwen und Waisen unterstützte. Mit ihrem Gatten leitete sie die Eröffnung der auf Initiative des mit der Königsfamilie eng befreundeten Kunst- und Wissenschaftsministers Jules Destrée 1920 gegründeten Académie royale de Langue et de Littérature française de Belgique (Königliche Akademie für französische Sprache und Literatur von Belgien). Sie fühlte sich noch immer eher zur älteren Künstlergeneration hingezogen; mit der jüngeren nahm sie erst später Fühlung auf. Zur Wiederbelebung des belgischen Musiklebens bediente sie sich u. a. des Rats von Eugène Ysaÿe, Camille Saint-Saëns, Gabriel Fauré und Vincent d’Indy.

Königin Elisabeth und Albert Einstein in Laeken (1932)

Elisabeth war die erste Frau, die am 10. Mai 1922 mit dem Nassauischen Hausorden vom Goldenen Löwen ausgezeichnet wurde. Vom rätselhaften alten Ägypten fasziniert wohnte sie im Februar 1923 der dortigen Freilegung des kurz zuvor entdeckten Grabes Tutanchamuns bei. Sie unterstützte den belgischen Ägyptologen Jean Capart bei der Gründung der noch heute existierenden Fondation égyptologique Reine Élisabeth. 1925 nahmen Elisabeth und ihr Gatte die Einladung des Gouverneurs von Bengalen, Lord Lytton, zur Feier ihres silbernen Hochzeitsjubiläums an, wobei die yogabegeisterte und vom spirituellen Leben des Orients angezogene belgische Königin den bengalischen Dichter und Maler Rabindranath Tagore besuchte. Im Juni und Juli 1928 absolvierte Elisabeth mit ihrem Gemahl eine ausgedehnte Reise durch die belgische Kolonie Kongo, suchte deren Entwicklungszustand festzustellen und besuchte zahlreiche Spitäler. Sie war dann maßgeblich an der Errichtung des 1930 durch königliches Dekret gegründeten Fonds Reine Élisabeth pour l’Assistance Médicale aux Indigènes du Congo Belge (FOREAMI) zur medizinischen Versorgung der indigenen Bevölkerung Kongos beteiligt.
Die Königin informierte sich auch über neue wissenschaftliche Entdeckungen, besuchte mit ihrem Gatten Laboratorien und traf Spitzenforscher wie Marie Curie und Albert Einstein. Die zuständigen Politiker überzeugte sie ferner davon, in der belgischen Hauptstadt ein würdiges Kulturzentrum, das Palais des Beaux-Arts de Bruxelles, zu erbauen. Dieses vom Architekten Victor Horta geplante Bauwerk wurde 1929 eröffnet.
König Albert I. starb am 17. Februar 1934 bei einem Bergunfall in Marche-les-Dames im belgischen Ardennengebiet bei Namur. Sein Tod löste bei Elisabeth eine tiefe Depression aus. Sie trauerte auch ihrer nun zu Ende gegangenen Herrschaft als Königin nach. Schwer traf sie außerdem der zur Zeit der Weltausstellung in Brüssel am 29. August 1935 erfolgte Tod ihrer Schwiegertochter Astrid, die mit ihrem ältesten Sohn und nunmehrigen König Leopold III. verheiratet gewesen war und durch einen Autounfall bei Küssnacht am Rigi ihr Leben verlor.

## Verbleib in Belgien im Zweiten Weltkrieg

Königliches Monogramm

Von den erwähnten Schicksalsschlägen erholte sich Elisabeth langsam während eines längeren Aufenthaltes in Neapel, wo ihre Tochter Marie José als Kronprinzessin Italiens lebte. In Belgien nahm Elisabeth nach Astrids Tod de facto wieder die Position der Königin ein und hatte nun auch die Mutterrolle für die drei kleinen Kinder der Verstorbenen – Joséphine Charlotte, Baudouin und Albert – zu übernehmen.
1936 unterstützte Elisabeth die Gründung des belgischen Nationalorchesters. Am 14. September 1936 besuchte sie den von ihr sehr geschätzten französischen Schriftsteller Romain Rolland in Vézelay, wo sie ihn erneut am 11. März 1942 mitten im Zweiten Weltkrieg treffen sollte. 1937 realisierte sie eine Idee ihres langjährigen Freundes, des Geigers Eugène Ysaÿe, und initiierte einen zunächst nach diesem, dann seit 1951 nach ihr benannten internationalen Musikwettbewerb, den Concours Musical Reine Elisabeth, auf dem Nachwuchskünstler auch heute noch eine Bühne zur Präsentation ihrer Talente erhalten. Bei einer Sondergalavorstellung sah Elisabeth 1937 dem Vortrag des ersten Wettbewerbsgewinners, des sowjetischen Geigers David Fjodorowitsch Oistrach, zu. 1939 gründete sie die Chapelle musicale Reine Élisabeth auf einem vom Baron Paul de Launoit angebotenen Gelände in Argenteuil.
Am 10. Mai 1940, während der Anfangszeit des Zweiten Weltkriegs, fielen zum zweiten Mal im 20. Jahrhundert deutsche Truppen in Belgien ein. Elisabeth begab sich nach De Panne und kümmerte sich mehrere Tage um die Lazarette. Am 25. Mai erfuhr sie im Schloss Wijnendale von der dramatischen Unterredung Leopolds III. mit seinen Ministern, die den König vergeblich gedrängt hatten, gemeinsam mit der belgischen Regierung ins Exil zu gehen. Vielmehr blieb Leopold III. bei seinen Truppen und kapitulierte mit ihnen bereits am 28. Mai. Elisabeth, die sich vom 27. bis zum 29. Mai in Brügge aufhielt, vernahm den von Paul Reynaud via Rundfunk erhobenen Vorwurf, dass der belgische König mit diesem Schritt Verrat begangen habe, woraufhin sie dem französischen Premierminister einen empörten Brief schrieb. Mit ihrer Familie lebte sie dann unter deutscher Bewachung zurückgezogen im Schloss Laeken nördlich von Brüssel. Sie wurde aber nicht so streng wie Leopold III. im Auge behalten und durfte etwa Freunde oder Spitäler besuchen.

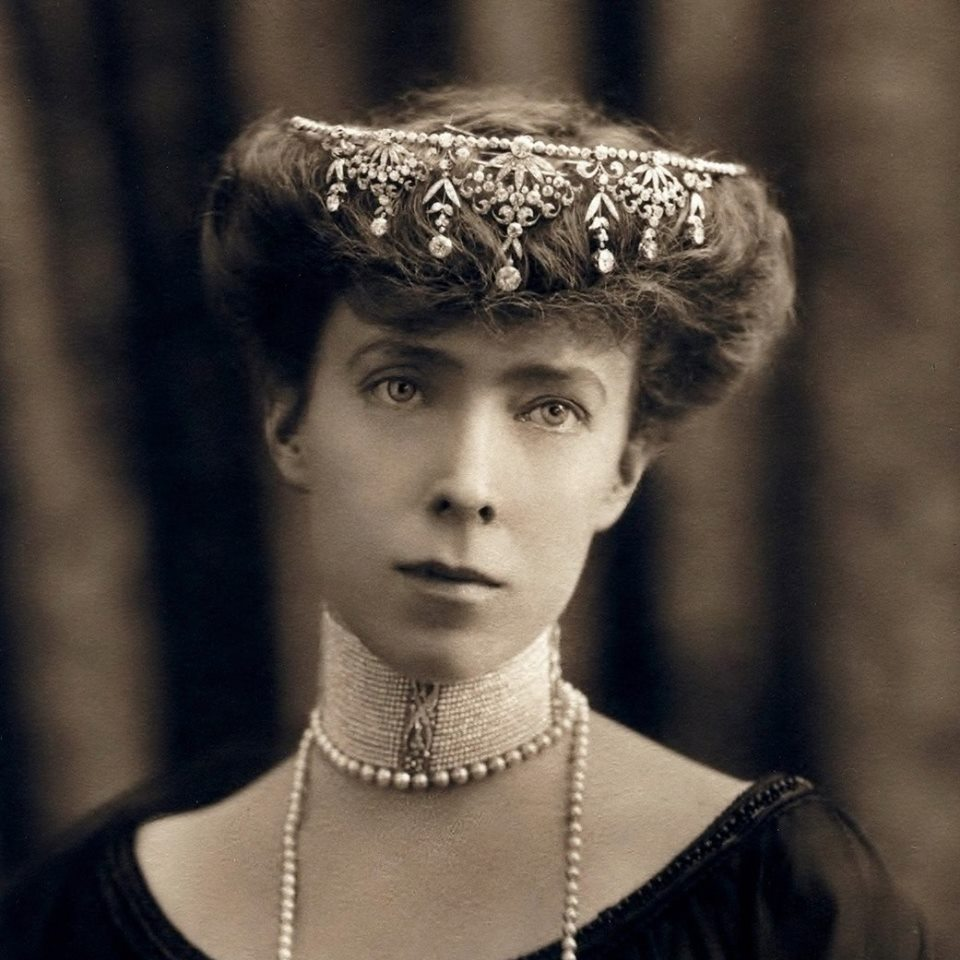
Königin Elisabeth von Belgien

Aufgrund ihrer deutschen Abstammung fiel es Elisabeth nämlich leichter als den meisten Belgiern, mit hohen Repräsentanten der Besatzungsmacht zu verkehren, die teilweise auf eventuell bei ihr noch vorhandene deutsche Sympathien hofften. Die Königinwitwe war jedoch eine strikte Gegnerin des Nationalsozialismus und versuchte ihre Position zur Linderung des Loses vieler Menschen zu nutzen, indem sie etwa für die Rückführung kranker Kriegsgefangener oder die Begnadigung zum Tode Verurteilter intervenierte. Durch geschickte Verhandlungen gelang ihr ferner die Rettung belgischer Juden. So konnte sie durch ihre Vermittlung etwa das Leben hunderter jüdischer Kinder bewahren, die in Klöstern, Waisenhäusern und Bauernhöfen Zuflucht fanden. Für ihr Engagement wurde sie später von der israelischen Regierung mit dem Ehrentitel Gerechte unter den Völkern ausgezeichnet.
Nach der im Juni 1944 erfolgten Deportation Leopolds III., seiner zweiten Gattin Lilian Baels und der vier königlichen Kinder nach Deutschland  befand sich Elisabeth allein in Laeken und wurde seit der Ersetzung des deutschen Militärgouverneurs in Belgien, Alexander von Falkenhausen, durch den Reichskommissar Josef Grohé (Juli 1944) scharf bewacht. Doch schon am 3. September eroberten die Alliierten Brüssel. Elisabeth empfing den britischen General Brian Horrocks im Schloss Laeken und erlaubte, dass dieses von seinen Soldaten, dem XXX. Korps, als Hauptquartier benutzt wurde. Im Dezember 1944 trug sie zur Organisation der Versorgung der zu Tausenden vor der deutschen Ardennenoffensive  Geflüchteten mit Lebensmitteln und Kleidern bei. Im Mai 1945 kapitulierte Deutschland schließlich und Leopold III. sowie seine Familie wurden befreit, woraufhin Elisabeth mit ihnen noch im gleichen Monat eine Woche im Weißen Rössl in St. Wolfgang im Salzkammergut verbrachte.

## Spätere Jahre

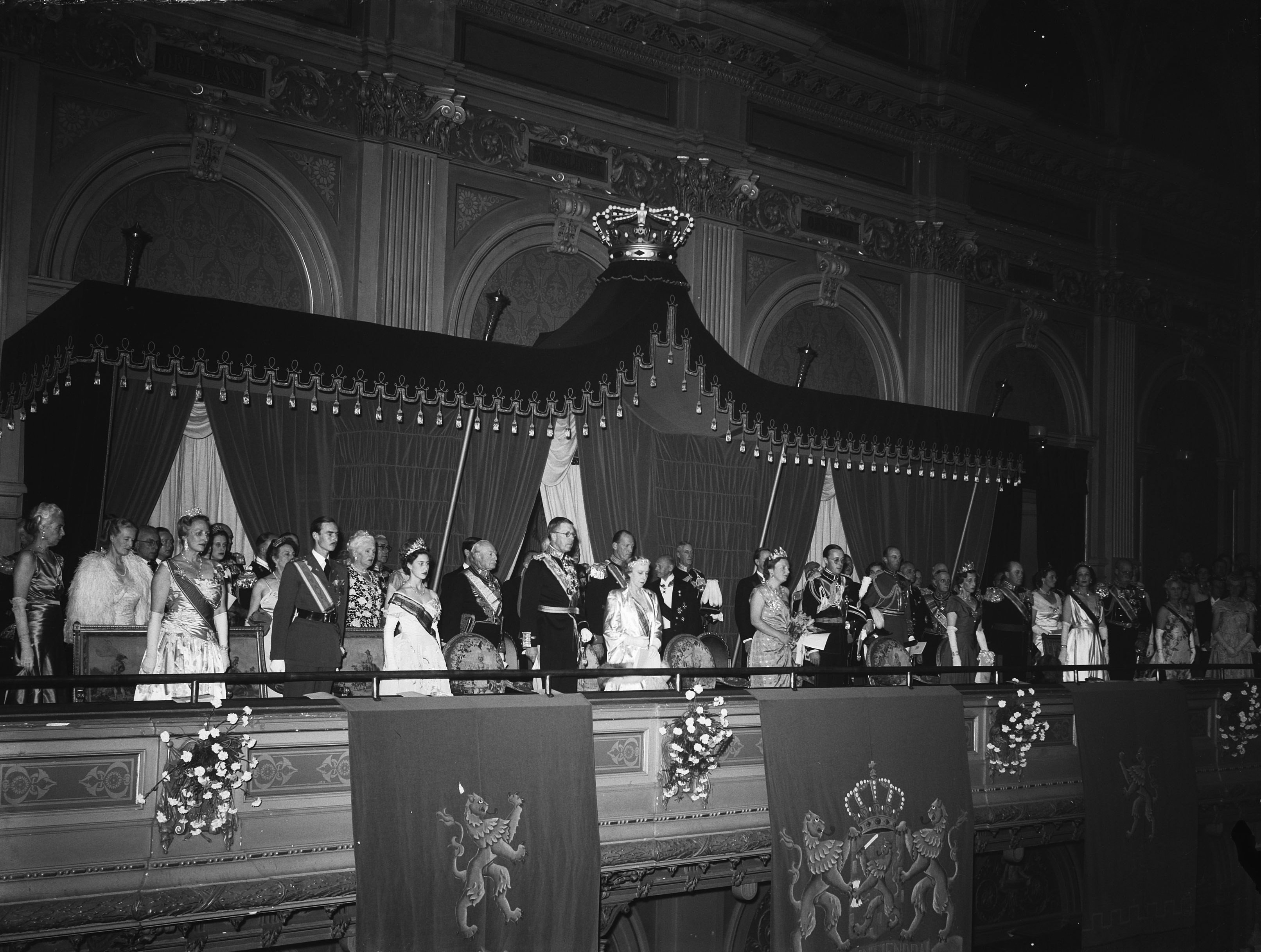
Elisabeth (5. von links) bei der Thronbesteigung von Königin Juliana der Niederlande (1948)

Nach dem Ende des Zweiten Weltkriegs entstand ein heftiger Konflikt zwischen den verschiedensprachigen Teilen Belgiens, wie mit König Leopold III. zu verfahren sei. Ihm wurde u. a. seine seinerzeitige Weigerung, mit seinen Ministern ins Exil zu gehen, zur Last gelegt. Die Flamen waren mehrheitlich für eine Rückkehr Leopolds, die Wallonen dagegen. Leopold lebte einstweilen mit seiner Familie in der Schweiz. Dort besuchte Elisabeth zwar ihren Sohn nicht, hielt mit ihm aber regelmäßigen Briefkontakt. Sie nahm auch repräsentative Aufgaben wie den Empfang von hochrangigen Persönlichkeiten der Alliierten in Brüssel oder von in Belgien akkreditierten Botschaftern wahr. Nachdem sich in einer Volksbefragung fast 58 % für eine Rückkehr des Königs ausgesprochen hatten, erfolgte diese Ende Juli 1950. Elisabeth empfing Leopold und dessen Söhne Baudouin und Albert im Schloss Laeken. Wegen gewalttätiger Proteste gegen seine Rückkehr und zur Wahrung der Einheit des Landes entschloss sich Leopold III. aber schon am 1. August 1950 zur Abdankung zugunsten seines ältesten Sohns Baudouin, die dann am 16. Juli 1951 in Kraft trat. Elisabeth stand aber weiter über dem Parteienstreit und blieb ein einheitsstiftendes Symbol Belgiens.
Seit Leopolds Thronverzicht residierte Elisabeth zeitweise in Schloss Laeken, meist aber auf ihrem Schloss Stuyvenberg und befand sich häufig auf Auslandsreisen. Sie widmete sich wieder der Musik, wurde 1953 zum Ehrenmitglied der Académie royale des Sciences, des Lettres et des Beaux-Arts de Belgique gekürt, besuchte Büchertage in Brüssel und Antwerpen, wohnte Theateraufführungen bei und nahm an Kunstausstellungen teil. 1951–1964 schaute sie den Vorausscheidungsrunden sowie von der königlichen Loge des Palais des Beaux-Arts de Bruxelles aus dem Finale des nach der Unterbrechung durch den Zweiten Weltkrieg seit 1951 wieder jährlich veranstalteten Concours Musical Reine Elisabeth zu.
Elisabeth war mit etlichen französischen Schriftstellern befreundet. Außer dem bereits erwähnten, Ende 1944 verstorbenen Romain Rolland gehörten zu diesen auch Jean Cocteau, den die Königinwitwe letztmals 1962 in der Kapelle von Villefranche sah, sowie Colette, mit der Elisabeth 18 Jahre lang neben persönlichen Treffen auch einen Briefwechsel führte.
Kontakte pflegte Elisabeth auch zu bedeutenden Wissenschaftlern wie Albert Einstein, den sie 1927 auf der fünften Solvay-Konferenz in Brüssel kennengelernt hatte. Seither hatte der Spitzenphysiker, wenn er sich auf der Durchreise durch Belgien befand, öfters Laeken besucht, um mit Elisabeth zu plaudern und Geige zu spielen. Nach der Machtergreifung Hitlers 1933 lebte Einstein in den Vereinigten Staaten und traf die belgische Königin nicht mehr persönlich, unterhielt mit ihr aber bis zu seinem Tod 1955 eine ausgedehnte, auf Deutsch verfasste Korrespondenz, die sich vor allem um die Themen Musik und Frieden drehte. Des Weiteren stand Elisabeth in schriftlichen Kontakt mit Albert Schweitzer, der ihr von 1952 bis zu seinem Tod 1965 etwa 50 Briefe schrieb, in denen er über sein anstrengendes medizinisches Wirken in Lambarene (Gabun) sowie über seine Arbeiten als Musikwissenschaftler, Philosoph und Pazifist berichtete.
Seitdem sowjetische Musiker Ende der 1930er Jahre Preise während ihres Musikwettbewerbs gewonnen hatten, fühlte Elisabeth sich mit der Sowjetunion verbunden. Als überzeugte Pazifistin befürwortete sie 1950 vehement den zum Verbot aller Nuklearwaffen aufrufenden Stockholmer Appell, während dieser aufgrund seiner maßgeblichen Unterstützung durch kommunistische Länder in Zeiten des Kalten Krieges in den westlichen Ländern vielfach als kommunistische Propaganda abqualifiziert wurde.
Während des Kalten Krieges besuchte Elisabeth in den 1950er Jahren – gegen den Willen der belgischen Regierung – kommunistische Länder; deswegen wurde sie auch von einigen ihr gegenüber ablehnend eingestellten Zeitungen als „Rote Königin“ tituliert. Sie trat auf diesen Reisen aber auch für Frieden und Abrüstung ein. Große Beachtung fand dabei im März 1955 ihre Reise zum Chopin-Musikwettbewerb nach Warschau, die sie entgegen vielen politischen Bedenken unternahm. So hatte ihr etwa der bedeutende belgische Staatsmann Paul-Henri Spaak, freilich vergeblich, von der Fahrt hinter den Eisernen Vorhang abgeraten, da er einen Schaden für das tadellose Image der Königin aufgrund zu erwartender polemischer Kommentare befürchtete. Darüber hinaus hatte sie aus Bedacht um ihre Gesundheit erst kurz zuvor nicht der Hochzeit ihrer Enkelin Maria Pia in Portugal und dem Begräbnis ihrer Kusine Clementine in Nizza beigewohnt.

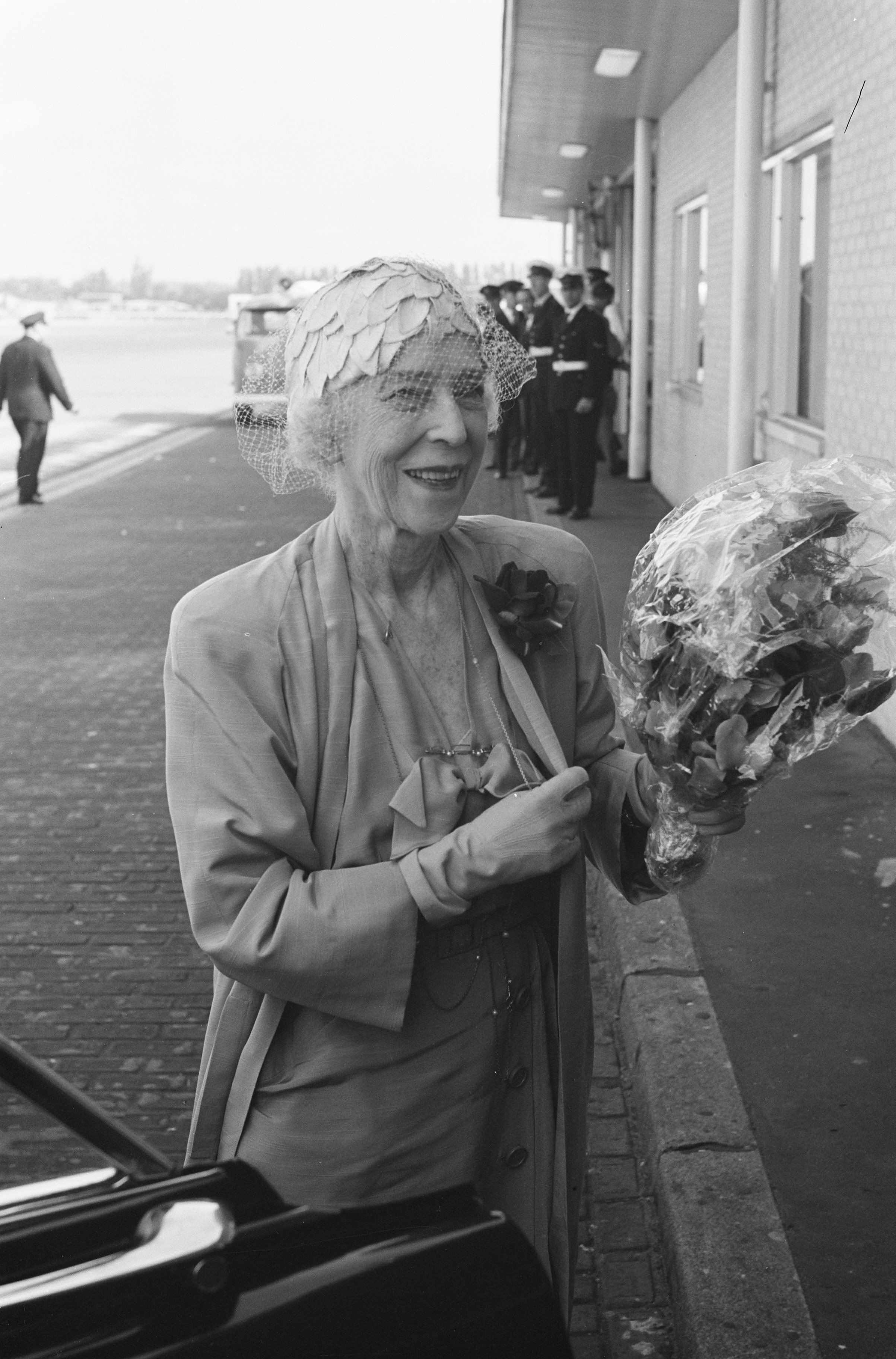
Besuch Elisabeths in Peking (1961)

Nach Belgisch-Kongo begab sich Elisabeth im Januar 1958, also zwei Jahre bevor dieser Staat unabhängig wurde. Im März 1958 fuhr sie als erstes Mitglied eines europäischen Königshauses seit der Ermordung der russischen  Zarenfamilie (1918) in die Sowjetunion, und zwar zum Tschaikowski-Wettbewerb nach Moskau. Sie ließ sich mit dem Marschall Woroschilow vor einer Statue Lenins fotografieren und parlierte mit Chruschtschow. Ihr Auftreten rügten belgische Zeitungen heftig. Auch ihre finanzielle Unterstützung der belgisch-sowjetischen Freundschaftsgesellschaft versetzte viele Belgier in Wut. Doch die Königinwitwe ließ sich von der massiven Kritik nicht beeindrucken und änderte weder ihre politischen Ansichten noch ihre diesbezüglichen öffentlichen Handlungen.
1959 hielt sich Elisabeth zwölf Tage in Israel auf, wobei sie einer Einladung der Regierung dieses Landes folgte und von Präsident Jizchak Ben Zwi offiziell empfangen wurde. Sie war in der Karwoche bei Gottesdiensten in der Grabeskirche anwesend und eröffnete ein ihren Namen tragendes archäologisches Institut in Jerusalem. Der Königin-Elisabeth-Saal in Antwerpen wurde 1960 von ihr eingeweiht. Bei der Hochzeit der Enkel Albert (II.) und Baudouin am 2. Juli 1959 bzw. am 15. Dezember 1960 war sie ebenfalls zugegen.
Im September 1961 machte sich Elisabeth – trotz der Einwände der Regierung ihres Landes – in Begleitung ihrer Tochter Marie-José auf den Weg in die Volksrepublik China, welche Reise ihr schon lange ein Anliegen war. Bei einem Zwischenstopp in Moskau wurde ihr zu Ehren ein Staatsbankett gegeben. Nach ihrer Ankunft in China durchreiste sie nicht weniger als 3000 km dieses ausgedehnten Staates, traf in Peking mit Regierungsmitgliedern zusammen und führte ein zehnminütiges Gespräch mit Mao Tse-tung, über dessen Inhalt sie nie etwas verlautbarte, sah sich aber u. a. auch Spitäler und Schulen an. Anfang 1962 hatte sie im Vatikan eine lange Unterhaltung mit Papst Johannes XXIII. Im Mai 1962 hielt sie sich wieder in Moskau auf, wo sie erneut beim Tschaikowski-Musikwettbewerb anwesend war und sich lange mit Chruschtschow besprach, den sie anschließend lobte und für einen friedensliebenden Staatsmann erklärte. Diese Aussage trug ihr umgehende Pressekritik ein. Noch im gleichen Jahr besuchte sie Puerto Rico und die Vereinigten Staaten.
Die Académie royale des Sciences, des Lettres et des Beaux-Arts de Belgique nahm sie 1953 als Ehrenmitglied auf. 1964 wurde sie als auswärtiges Mitglied in die Académie des Beaux-Arts aufgenommen.

## Tod

Grabstätte König Alberts I. und seiner Gemahlin Elisabeth

In ihren letzten Lebensdekaden unternahm Elisabeth u. a. Yoga-Übungen sowie lange Spaziergänge und unterzog sich Kuren mit eiskalten Bädern. Tatsächlich blieb sie bis ins hohe Alter relativ gesund. Ab 1964 ließ ihre körperliche Kondition jedoch merklich nach. Zum Erstaunen ihrer Ärzte erholte sie sich rasch von einem am 4. November 1965 erlittenen Herzanfall, bekam aber bereits am 23. November 1965 einen zweiten Herzinfarkt, dem sie noch am gleichen Tag um 21 Uhr im Alter von 89 Jahren in Schloss Stuyvenberg erlag. Danach wurde eine dreitägige Staatstrauer ausgerufen. Adlige aus ganz Europa, aber auch tausende einfache Belgier nahmen an ihrem Begräbnis teil, das Millionen ihrer Landsleute im Fernsehen verfolgten. Während der Totenmesse in der Kathedrale St. Michael und St. Gudula fand Kardinal Léon-Joseph Suenens für die verstorbene Königin würdigende Worte. Sie wurde in der königlichen Gruft in der Liebfrauenkirche zu Laeken in Brüssel beigesetzt.